# Nečerkara
Nečerkara (ili Nečerkare) možda je bio egipatski faraon šeste ili sedme dinastije. Spomenut je na Abidskom popisu kraljeva. Tamo je spomenuto da je bio nasljednik Merenre Nemtiemsafa II.
Na popisu nije spomenuta kraljica supruga Nitokris, u čije se postojanje danas sumnja. Na popisu nije ni ime faraonke Hatšepsut, što znači da su vladarice možda izbrisane s popisa.
Menkara je najvjerojatnije bio njegov nasljednik.